# 명도

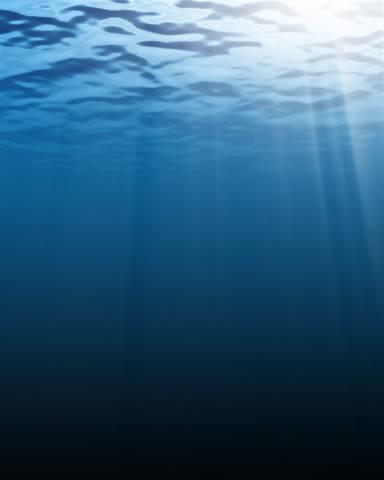

명도(明度, 문화어: 검밝기)는 색상, 채도와 함께 색의 주요한 세 속성 가운데 하나이다. 흔히 명도가 낮으면 '어둡다'고 표현하며, 높으면 '밝다'고 표현한다. 이를테면, '어두운 회색', '밝은 회색'과 같이 쓰인다. HSV 색공간에서 명도(Value)는 색상(Hue), 채도(Saturation)와 함께 하나의 색을 지정하는 좌표를 이룬다.

## 색공간과 명도
아래의 표는 주황색을 기준으로한 명도값의 변화를 나타낸 것이다.
| 웹 색상 | B 값 | HSB 좌표     | RGB 좌표    |
| ------- | ---- | ------------ | ----------- |
| #FF8800 | 100  | (32,100,100) | (255,136,0) |
| #CC6D00 | 80   | (32,100,80)  | (204,109,0) |
| #995200 | 60   | (32,100,60)  | (153,82,0)  |
| #663600 | 40   | (32,100,40)  | (102,54,0)  |
| #331B00 | 20   | (32,100,20)  | (51,27,0)   |
| #000000 | 0    | (0,0,0)      | (0,0,0)     |

HSV 색공간에서는 명도를 0~100 사이의 값을 갖는 명도값 B로 표현한다. RGB 색공간에서는 빨강(R), 초록(G), 파랑(B)의 채널값이 동일한 비율로 증가하거나 감소하여 명도를 표현한다.
RGB 색공간의 명도값 뮤({\displaystyle \mu })는 다음의 수식으로 계산할 수 있다.
```

  

    

      

        
V

        
=

        

          

            

              
m

              
a

              
x

              
(

              
R

              
,

              
G

              
,

              
B

              
)

            

            
255

          

        

        
∗

        
100

      

    

    
{\displaystyle V={\frac {max(R,G,B)}{255}}*100}

  

```

명도 0은 가장 어두운 상태이므로 오직 검정만을 의미한다.

## 명도와 색상
아래의 표는 명도값 B의 차이에 따른 색상의 변화를 비교한 것이다. 표안의 좌표는 HSB 값이다. 비교를 위해 채도를 최댓값으로 고정하였다.
| H   | B=100         | B=75         | B=50         | B=25         |
| --- | ------------- | ------------ | ------------ | ------------ |
| 0   | (0,100,100)   | (0,100,75)   | (0,100,50)   | (0,100,25)   |
| 60  | (60,100,100)  | (60,100,75)  | (60,100,50)  | (60,100,25)  |
| 120 | (120,100,100) | (120,100,75) | (120,100,50) | (120,100,25) |
| 180 | (180,100,100) | (180,100,75) | (180,100,50) | (180,100,25) |
| 240 | (240,100,100) | (240,100,75) | (240,100,50) | (240,100,25) |
| 300 | (300,100,100) | (300,100,75) | (300,100,50) | (300,100,25) |
| 360 | (360,100,100) | (360,100,75) | (360,100,50) | (360,100,25) |

## 명도와 채도
아래의 표는 HSV 색공간에서 색상값 H가 240인 파랑 계열 색의 명도값 B가 100일 때(파랑)와 75, 50(남색), 25로 변화할 때 채도의 변화에 따른 색상의 변화를 나타낸 것이다. 표안의 좌표는 HSB 값이다. 채도가 낮을수록 같은 밝기의 무채색에 가까워진다.
| S 값 | B=100         | B=75         | B=50         | B=25         |
| ---- | ------------- | ------------ | ------------ | ------------ |
| 100  | (240,100,100) | (240,100,75) | (240,100,50) | (240,100,25) |
| 80   | (240,80,100)  | (240,80,75)  | (240,80,50)  | (240,80,25)  |
| 60   | (240,60,100)  | (240,60,75)  | (240,60,50)  | (240,60,25)  |
| 40   | (240,40,100)  | (240,40,75)  | (240,40,50)  | (240,40,25)  |
| 20   | (240,20,100)  | (240,20,75)  | (240,20,50)  | (240,20,25)  |
| 0    | (0,0,100)     | (0,0,75)     | (0,0,50)     | (0,0,25)     |

채도값 S가 0일 때는 무채색이 되므로 색상값 H는 0이 된다.

## 같이 보기
- 루마 (비디오)
- 광도 (천문학)